# Fraktus
Pour plus de détails, voir Fiche technique et Distribution.
Fraktus - Das letzte Kapitel der Musikgeschichte (en français Fraktus, le dernier chapitre de l'histoire de la musique) est un film  allemand réalisé par Lars Jessen (de) sorti en 2012.
Le film est un documentaire parodique sur le groupe Fraktus, pionnier de la techno dans les années 1980 et qui fait son retour, inventé par le groupe d'artistes Studio Braun (de).

## Synopsis
Histoire du groupe
Bernd Wand, Dirk Eberhard (« Dickie ») Schubert et le batteur Meinhard Gnom fondent au début des années 1980 à Brunsbüttel (Schleswig-Holstein) un groupe de la Neue Deutsche Welle appelé Freakazzé (un mot-valise déformé de freak et fricassée). Une chanson est entièrement composée d'aboiements de chiens, qui suit la mélodie du carillon de Westminster.
Freakazzé rencontre le producteur Torsten Bage, qui rejoint Freakazzé, et Freakazzé devient Fraktus. Meinhard Gnom quitte le groupe, mais les accompagne en tant que roadie pendant une courte période.
L'EP Tut Ench Amour est considéré comme un jalon dans l'histoire de Fraktus. Le groupe est bien en avance sur son temps et passe du label de musique Zickzack Records (de) à Ariola.
Lors de la production du LP Automate, des conflits au sein du groupe deviennent apparents, à la suite de quoi la maison de disques fait appel à des producteurs et compositeurs externes. Le disque semble donc surproduit et léché. Les fans et les critiques inconditionnels accusent Fraktus de s'être vendu à l'industrie musicale.
La dernière apparition de Fraktus à la Turbine de Hambourg en novembre 1983 marque la fin de la courte carrière du groupe. Pendant le concert, un court-circuit sur un thérémine provoque un incendie, après quoi la salle brûle entièrement. Peu de temps après, le groupe se sépare.
L'histoire fictive du groupe reçoit de l'authenticité grâce à l'inclusion de nombreuses interviews sur la signification de Fraktus avec de vrais musiciens et experts tels que Matthias Schuster, Jan Delay, Blixa Bargeld, H.P. Baxxter, Steve Blame (de), Peter Illmann (de), Alex Christensen, Jürgen Laarmann (de), Dieter Meier, Hans Nieswandt (de), Stephan Remmler (de) (membre de Trio), Marusha et Peter Urban.
Le retour
Le groupe Fraktus est considéré comme le fondateur de la techno. Le producteur de musique Roger Dettner (Devid Striesow) rend visite aux anciens membres du groupe des années plus tard. Il retrouve l'ancien chanteur Dickie dans son cybercafé hambourgeois "Surf n'Schlurf", où il porte encore avec des vêtements des années 1980. Bernd, bricoleur du son hypocondriaque, travaille dans la boutique d'opticiens de ses parents à Brunsbüttel. Il fait désormais de la musique avec ses parents et s'appelle Fraktus 2. Torsten Bage (habillé comme DJ Ötzi) a entre-temps gagné de l'argent grâce à la musique pop commerciale (comme le tube Party-Schlager Geilianer) et vit désormais à Ibiza. Il prétend avoir écrit le jingle de Telekom en 1987.
Ce n'est pas facile de les convaincre tous les trois de faire un retour : malgré sa petite amie très enceinte, Roger néglige sa vie privée et voyage à Ibiza avec Torsten avec Dickie et Bernd. Il parvient à organiser une première représentation qui se termine de manière désastreuse. Lorsque son séjour dans un studio de production à la mode s'avère infructueux, Roger titube ivre à travers la ville et attaque de parfaits inconnus avec une brochette de kebab.
Les membres du groupe Fraktus récupèrent leurs instruments lo-fi d'origine et se produisent ensuite avec succès dans un parking de Hambourg (l'endroit où se trouvait autrefois la Turbine).
Discographie
- 1980 : 7353=057
- 1982 : Tut Ench Amour
- 1983 : Affe sucht Liebe
- 1983 : All die armen Menschen
- 1983 : Automate
- 2012 : ASL 2.0

## Fiche technique
- Titre original allemand : Fraktus
- Réalisation : Lars Jessen (de)
- Scénario : Ingo Haeb (de), Lars Jessen, Jacques Palminger (de), Rocko Schamoni, Sebastian Schultz (de), Heinz Strunk
- Musique : Carsten Meyer
- Direction artistique : Dorle Bahlburg
- Costumes : Ingken Benesch
- Photographie : Oliver Schwabe, Piet Fuchs (de)
- Son : Benjamin Schubert
- Montage : Sebastian Schultz (de)
- Production : Klaus Maeck
- Société de production : Corazón International
- Société de distribution : Pandora Film Verleih
- Pays d'origine :  Allemagne
- Langue : allemand
- Format : Couleurs et Noir et blanc - 1,85:1 - Dolby - 35 mm
- Genre : Comédie
- Durée : 95 minutes
- Dates de sortie :
  - Allemagne : 8 novembre 2012.

## Distribution
- Devid Striesow : Roger Dettner
- Rocko Schamoni : Dirk "Dickie" Schubert
- Jacques Palminger (de) : Bernd Wand
- Heinz Strunk : Torsten Bage
- Anna Bederke : Sabine "Lutschi" Dettner
- Hannes Hellmann (de) : Achim Gundel
- Felix Goeser (de) : Thomas "Tissi" Tiemeyer
- Lars Rudolph (de) : Meinhard Gnom
- Piet Fuchs (de) : Winnie
- Margit Laue : la mère de Wand
- Wolfgang Nissen : le père de Wand

## Production
Le groupe Fraktus est une invention du groupe d'artistes Studio Braun (de) : en 2006, Rocko Schamoni, membre du Studio Braun, publie le morceau Affe sucht Liebe sous le nom de Fraktus sur la compilation Operation Pudel 2006 ZD 50. L'année suivante, Studio Braun se produit sous le nom de Fraktus au Melt! festival, comme le trio qui fait son retour après 25 ans d'absence de la scène, par surprise avant le concert de Deichkind, pour la scène du retour désastreux. L'idée derrière le groupe fictif est  comparée au groupe fictif (en) de métal britannique dans le film américain de 1984 Spinal Tap.
Selon Strunk, Christian Ulmen devait jouer un rôle de premier plan. Le tournage de Geilianer a lieu dans un club d'Ibiza avec le chanteur de schlagerparty Willi Herren. Son style ne correspondant pas au son de la discothèque, les figurants durent être filmés avant l'afflux de clients.
Pour la sortie du film en 2012, Studio Braun sort l'album Millennium Edition (Staatsakt) sous le nom du groupe Fraktus, et Affe sucht Liebe est édité en single 7" chez Pudel Produkte. Plusieurs concerts de Fraktus sont ensuite donnés dans le cadre d'un tournée de retour.
Fraktus fait une apparition dans la série Mord mit Aussicht dans l'épisode Tod eines Roadies. L'épisode est diffusé pour la première fois en 2014.